# Psary (gromada w powiecie pułtuskim)
Psary – dawna gromada, czyli najmniejsza jednostka podziału terytorialnego Polskiej Rzeczypospolitej Ludowej w latach 1954–1972.
Gromady, z gromadzkimi radami narodowymi (GRN) jako organami władzy najniższego stopnia na wsi, funkcjonowały od reformy reorganizującej administrację wiejską przeprowadzonej jesienią 1954 do momentu ich zniesienia z dniem 1 stycznia 1973, tym samym wypierając organizację gminną w latach 1954–1972.
Gromadę Psary z siedzibą GRN w Psarach utworzono – jako jedną z 8759 gromad na obszarze Polski – w powiecie pułtuskim w woj. warszawskim, na mocy uchwały nr VI/10/17/54 WRN w Warszawie z dnia 5 października 1954. W skład jednostki weszły obszary dotychczasowych gromad Bartodzieje, Gładczyn Rządowy, Psary, Pawłówek, Ponikiew i Skłudy ze zniesionej gminy Obryte w tymże powiecie. Dla gromady ustalono 15 członków gromadzkiej rady narodowej.
31 grudnia 1959 1 stycznia 1960 z gromady Psary wyłączono (a) wsie Pawłówek i Ponikiew, włączając je do nowo utworzonej gromady Kleszewo gromady Pułtusk oraz (b) wieś Gładczyn Rządowy, włączając ją do gromady Pniewo k. Pułtuska w tymże powiecie, po czym gromadę Psary zniesiono a jej (pozostały) obszar włączono do gromady Obryte tamże (wykreślone zmiany retroaktywnie uchylone uchwałami z 25 lutego 1960).